# Das Lied von den Vögelein

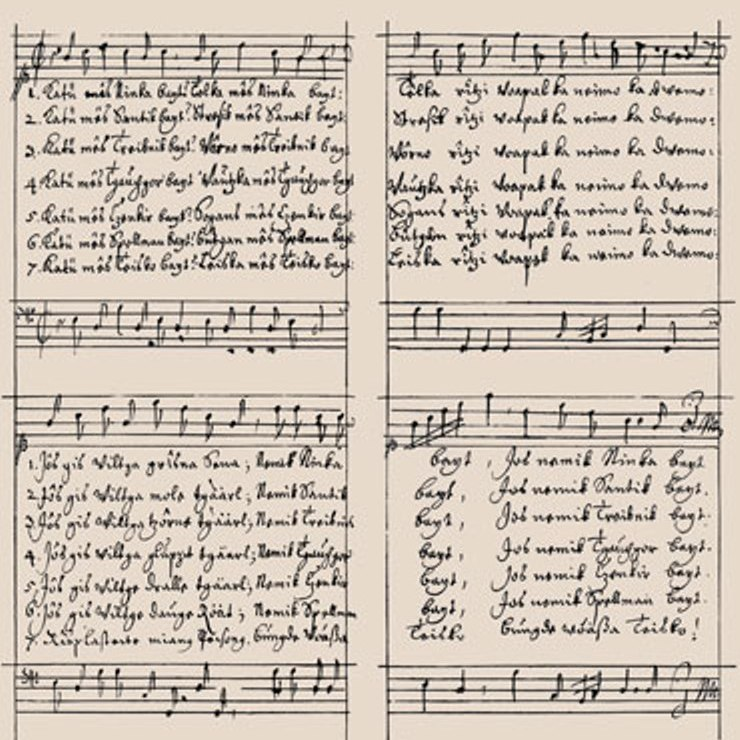
Kåtü mes ninkă båit in der handschriftlichen Aufzeichnung des Pfarrers Christian Hennig (1705). Hennig notierte die Melodie im (heute ungebräuchlichen) Sopranschlüssel, bei dem alle Töne zwei Stufen höher notiert sind als im Violinschlüssel. Der erste Melodieton ist also ein g. Die unterlegte Generalbassstimme wurde höchstwahrscheinlich von Hennig hinzugefügt.

Kåtü mes ninkă båit? [kɒty.mɛs.ninkɐ.bɒit] (polabisch Wer soll Braut sein?, auch bekannt als Das Lied von den Vögelein oder Die lustige Hochzeit) ist ein altes polabisches Volkslied. Es ist das einzige polabische Lied, welches sich bis heute erhalten hat. Man vermutet, dass das Lied vom Minnesänger Wizlaw der Jenaer Liederhandschrift geschrieben wurde, der meist mit dem letzten rügischen Fürsten Wizlaw III. gleichgesetzt wird. Das Lied von den Vögelein wurde noch bis in das 17. Jahrhundert von wendischen Bauern gesungen. Das Lied ist thematisch mit dem deutschen Volkslied von der Vogelhochzeit verwandt und stellt möglicherweise eines dessen Vorbilder dar.
Die Aufführungssituation des Liedes wird wie folgt beschrieben:

„Das Lied sangen mindestens drei Personen mit verschiedenen Stimmen, Zeile eins die erste, Zeile zwei die zweite, Zeile drei alle drei Personen, Zeile vier die dritte. Am Schlusse der letzten Strophe trommelten die Sänger auf dem Tisch und schlugen darauf.“

## Text
Polabisch

Kåtü mes ninkă båit?

Ťelka mes ninkă båit.

Ťelka rici

Våpăk kå naimo kå dvemo:

Joz jis vilťĕ grüznă Zenă;

Nemüg ninkă båit

Joz nemüg ninkă båit.

Kåtü mes zątĕk båit?

Strezik mes zątĕk båit.

Strezik rici

Våpăk kå naimo kå dvemo:

Joz jis vilťĕ molĕ ťarl;

Nemüg zątĕk båit

Joz nemüg zątĕk båit.

Kåtü mes traibnik båit?

Vorno mes traibnik båit.

Vorno rici

Våpăk kå naimo kå dvemo:

Joz jis vilťĕ cornĕ ťarl;

Nemüg traibnik båit

Joz nemüg traibnik båit.

Kåtü mes ťauxor båit?

Vauzka mes ťauxor båit.

Vauzka rici

Våpăk kå naimo kå dvemo:

Joz jis vilťĕ glupcit ťarl;

Nemüg ťauxor båit

Joz nemüg ťauxor båit.

Kåtü mes šenkir båit?

Zojąc mes šenkir båit.

Zojąc rici

Våpăk kå naimo kå dvemo:

Joz jis vilťĕ drale ťarl;

Nemüg šenkir båit

Joz nemüg šenkir båit

Kåtü mes spelman båit?

Büťan mes spelman båit.

Büťan rici

Våpăk kå naimo kå dvemo:

Joz jis vilťe dauďe råt;

Nemüg spelman båit

Joz nemüg spelman båit.

Kåtü mes taisko båit?

Laiska mes taisko båit.

Laiska rici

Våpăk kå naimo kå dvemo:

Rüzplåstaitĕ müj våpais;

Będe vosa taisko

Będe vosa taisko
Deutsch (wörtliche Übertragung)

Wer soll die Braut sein?

Die Eule soll die Braut sein.

Die Eule sprach

aber zu ihnen beiden:

Ich bin eine ganz hässliche Frau;

Kann nicht die Braut sein,

Ich kann nicht die Braut sein.

Wer soll der Bräutigam sein?

Der Zaunkönig soll der Bräutigam sein.

Der Zaunkönig sprach

aber zu ihnen beiden:

Ich bin ein ganz winziger Kerl;

kann nicht der Bräutigam sein,

ich kann nicht der Bräutigam sein.

Wer soll der Freund sein?

Der Rabe soll der Freund sein.

Der Rabe sagt

aber zu ihnen beiden:

Ich bin ein ganz schwarzer Kerl;

Kann nicht der Freund sein

Ich kann nicht der Freund sein.

Wer soll der Koch sein?

Der Wolf soll der Koch sein.

Der Wolf sagt

aber zu ihnen beiden:

Ich bin ein ganz böser Kerl;

Kann nicht der Koch sein

Ich kann nicht der Koch sein.

Wer soll der (Gast)wirt sein?

Der Hase soll der (Gast)wirt sein.

Der Hase sagt

aber zu ihnen beiden:

Ich bin ein ganz schneller Kerl;

Kann nicht der (Gast)wirt sein

Ich kann nicht der (Gast)wirt sein.

Wer soll der Musiker sein?

Der Storch soll der Musiker sein.

Der Storch sagt

aber zu ihnen beiden:

Ich habe einen ganz langen Schnabel;

Kann nicht der Musiker sein

Ich kann nicht der Musiker sein.

Wer soll der Tisch sein?

Der Fuchs soll der Tisch sein

Der Fuchs sagt

aber zu ihnen beiden:

Als Tischebner bin ich ein Taugenichts;

Bitte, euer Tisch,

Bitte, euer Tisch.

Polabische Aussprache

[kɒty mɛs ninkɐ bɒi̯t]

[tʲɛlka mɛs ninkɐ bɒi̯t]

[tʲɛlka rit͡si]

[vɒpɐk kɒ nai̯mɔ kɒ dvɛmɔ]

[jɔs jis viltʲə ɡryznɐ zɛnɐ]

[nɛmyk ninkɐ bɒi̯t]

[jɔs nɛmyk ninkɐ bɒi̯t]

[kɒty mɛs zɔ̃tək bɒi̯t]

[strɛzik mɛs zɔ̃tək bɒi̯t]

[strɛzik rit͡si]

[vɒpɐk kɒ nai̯mɔ kɒ dvɛmɔ]

[jɔs jis viltʲə mɔlə tʲarl]

[nɛmyk zɔ̃tək bɒi̯t]

[jɔs nɛmyk zɔ̃tək bɒi̯t]
polabische Textfassung von Hennig (1705)

Katy mês Ninka beyt?

Teelka mês Ninka beyt:

Têlka rîtzi.

Wapakka neimo ka dwemo:

Gos giss wiltge grîsna Sena;

Nemik ninka beyt:

Gos nemik Ninka beyt:

Katy mês Santik beyt?

Stresik mês Santik beyt:

Stresik rîtzi

Wapak ka neimo ka dwemo:

Gos giß wiltge mole Tgaarl;

Nemik Santik beyt:

Gos nemik Santik beyt:

Katy mês Treibnick beyt?

Wôrno mês Treibnick beyt.

Wôrno rîtzi

Wapak ka neimo ka dwemo:

Gos giss wiltge tzôrne Tgaarl;

Nemik Treibnik beyt:

Gos nemik Treibnik beyt:

Katy mês Tjauchor beyt?

Wauzka mês Tjauchor beyt:

Wauzka rîtzi

Wapak ka neimo ka dwemo:

Gos giß wiltge glupzit Tgaarl;

Nemik Tjauchor beyt:

Gos nemik Tjauchor beyt:

Katy mês Czenkir beyt?

Sogangs mês Czenkir beyt:

Sogangs ritzi

Wapak ka neimo ka dwemo:

Gos giß wiltge dralle Rgaarl;

Nemick Czenkir beyt,

Gos nemik Czenkir beyt:

Katy mês Spelmann beyt?

Bûtgan mês Spelmann beyt:

Bûtgan ritzi

Wapak ka neimo ka dwemo:

Gos giß wiltge dauge Raath;

Nemick Spelmann beyt,

Gos nemik Spelmann beyt.

Katy mês Teisko beyt?

Leiska mês Teisko beyt:

Leiska rîtzi

Wapak ka neimo ka dwemo:

Ris plast neitmo mia wapeis

Bungde, woessa Teisko:

Bungd wôssa Teisko.
deutsche Textfassung von Hennig (1705)

Wer soll Braut seyn?

Die Eule soll Braut seyn:

Die Eule sprach:

Hinwieder zu ihnen den beyden:

Ich bin eine sehr greßliche Frau;

Kan die Braut nicht seyn,

Ich kan die Braut nicht seyn.

Wer soll Bräutgam seyn?

Der Zaunkönig soll Bräutgam seyn:

Der Zaunkönig sprach

Zu ihnen hinwieder den beyden:

Ich bin ein sehr kleiner Kerl;

Kan nicht Bräutgam seyn:

Ich kan nicht Bräutgam seyn.

Wer soll der Brautführer seyn?

Die Krähe soll Brautführer seyn:

Die Krähe sprach

Hinwieder zu ihnen den beyden:

Ich bin ein sehr schwartzer Kerl;

Kan nicht Brautführer seyn,

Ich kan nicht Brautführer seyn.

Wer soll der Koch seyn:

Der Wolff soll der Koch seyn:

Der Wolff sprach

Hinwieder zu ihnen den beyden:

Ich bin ein sehr tückscher Kerl;

Kan der Koch nicht seyn

Ich kan der Koch nicht seyn.

Wer soll Einschenker seyn?

Der Hase soll Einschenker seyn.

Der Hase sprach

Hinwieder zu ihnen den beyden:

Ich bin ein sehr schneller Kerl;

Kan nicht Schenker seyn.

Ich kan nicht Schenker seyn.

Wer soll Spielmann seyn?

Der Storch soll Spielmann seyn:

Der Storch sprach

Hinwieder zu ihnen den beyden:

Ich habe einen sehr großen Schnabel;

Kan nicht Spielmann seyn,

Ich kan nicht Spielmann seyn.

Wer soll der Tisch seyn?

Der Fuchs soll der Tisch seyn,

Der Fuchs sprach

Hinwieder zu ihnen den beyden:

Schlagt voneinander meinen Schwantz,

So wird er euer Tisch seyn,

So wird er euer Tisch seyn.
 Textfassung von Herder (1778)

Die lustige Hochzeit.

Ein Wendisches Spottlied.

Wer soll Braut seyn?

Eule soll Braut seyn.

Die Eule sprach

Zu ihnen hinwieder, den Beiden:

Ich bin ein sehr greßlich Ding,

Kann nicht die Braut seyn;

Ich kann nicht die Braut seyn!

Wer soll Bräutigam seyn?

Zaunkönig soll Bräutigam seyn.

Zaunkönig sprach

Zu ihnen hinwieder, den Beiden:

Ich bin ein sehr kleiner Kerl,

Kann nicht Bräutigam seyn!

Ich kann nicht der Bräutigam seyn!

Wer soll Brautführer seyn?

Krähe soll Brautführer seyn.

Die Krähe sprach

Zu ihnen hinwieder, den Beiden:

Ich bin ein sehr schwarzer Kerl,

Kann nicht Brautführer seyn;

Ich kann nicht Brautführer seyn!

Wer soll Koch seyn?

Wolf soll der Koch seyn.

Der Wolf, der sprach

Zu ihnen hinwieder, den Beiden:

Ich bin ein sehr tückscher Kerl,

Kann nicht Koch seyn;

Ich kann nicht der Koch seyn!

Wer soll Einschenker seyn?

Hase soll Einschenker seyn.

Der Hase sprach

Zu ihnen hinwieder, den Beiden:

Ich bin ein sehr schneller Kerl,

Kann nicht Einschenker seyn;

Ich kann nicht Einschenker seyn!

Wer soll Spielmann seyn?

Storch soll Spielmann seyn.

Der Storch, der sprach

Zu ihnen hinwieder, den Beiden:

Ich hab ein’n grossen Schnab’l,

Kann nicht wohl Spielmann seyn;

Ich kann nicht Spielmann seyn!

Wer soll der Tisch seyn?

Fuchs soll der Tisch seyn.

Der Fuchs, der sprach

Zu ihnen hinwieder, den Beiden:

Schlagt von einander meinen Schwanz,

So wird er euer Tisch seyn;

So wird er euer Tisch seyn!

## Melodie
Melodiestimme original im Sopranschlüssel notiert. Quelle: 

## Überlieferung und Rezeption
Das Lied wurde von Pastor Christian Hennig von Jessen (1649–1719) im Lüneburger Land in Text und Melodie aufgezeichnet und in den Anhang seines 1705 im Manuskript fertiggestellten Wendischen Wörterbuchs aufgenommen. Johann Georg von Eckhart druckte den Text (ohne Melodie) 1711 in seiner Historia studii etymologici linguae germanicae in der Originalfassung sowie Hennigs hochdeutscher Übersetzung ab.
Johann Gottfried Herder gibt den Text des Liedes in seiner 1778 erschienenen, später unter dem Titel Stimmen der Völker in Liedern verbreiteten Volksliedsammlung als „wendisches Spottlied“ Die lustige Hochzeit in einer überarbeiteten Übersetzung wieder. Johann Wolfgang von Goethe übernahm diesen Text wörtlich in sein 1789 verfasstes und von Corona Schröter vertontes Singspiel Die Fischerin.
Vertonungen dieser Textfassung stammen u. a. von Heinrich Elkamp, Günter Bialas und Wilhelm Weismann.

## Nachweise
1. ↑  Vladislav Knoll: Einführung ins Polabische. Archiviert vom Original am 16. November 2022; abgerufen am 23. November 2024.
2. ↑  Der Minnesänger Wizlaw III. von Rügen. In: wizlaw.de. Abgerufen am 23. November 2024.
3. ↑  Ludwig Erk, Franz Magnus Böhme (Hrsg.): Deutscher Liederhort. 1. Band. Breitkopf und Härtel, Leipzig 1893, S. 510–517, hier S. 513 (Digitalisat).
4. ↑  Franz Tetzner: Die Slawen in Deutschland: Beiträge zu Volkskunde der Preussen, Litauer und Letten, der Masuren und Philipponen, der Tschechen, Mährer und Sorben, Polaben und Slowinzen, Kaschuben und Polen. F. Vieweg, Braunschweig 1902, S. 374, dazu Notenblatt im Anhang (nicht paginiert, vgl. ).
5. ↑  Julia V. Ivanova-Butschaskaja: Plattes Land. Nauka, Sankt Petersburg 2006, ISBN 5-02-026470-9, S. 162–163.
6. 1 2 3  Johann Georg von Eckhart: Historia studii etymologici linguae germanicae. Nikolaus Förster, Hannover 1711, S. 269–273 (Digitalisat).
7. ↑  vgl. Joachim Leopold Haupt, Johann Ernst Schmaler: Volkslieder der Wenden in der Ober- und Nieder-Lausitz. Aus Volksmunde aufgezeichnet und mit den Sangweisen, deutscher Uebersetzung, den nöthigen Erläuterungen, einer Abhandlung über die Sitten und Gebräuche der Wenden und einem Anhange ihrer Märchen, Legenden und Sprichwörter herausgegeben. Erster Theil. Volkslieder der Wenden in der Oberlausitz. J. M. Gebhardt, Grimma 1841, S. 384–386 (Digitalisat in der Google-Buchsuche)
8. 1 2  Johann Gottfried Herder: Volkslieder. Erster Theil. Weygand, Leipzig 1778, S. 104–106 (Digitalisat in der Google-Buchsuche).
9. ↑  Reinhold Thur: Überlegungen zum polabischen Vogelhochzeitslied "Katü mês ninka bayt? (Kåtü mes nenka boi̭t?)". In: Wiener Slavistisches Jahrbuch. Vol. 30 (1984), S. 129–145 (JSTOR:24746828).
10. ↑  Christian Hennig von Jessen: Vocabularium Venedicum (oder Wendisches Wörter-Buch). Nachdruck besorgt von Reinhold Olesch. Böhlau, Köln [u. a.] 1959, DNB 451953657.
11. ↑  Johann Wolfgang von Goethe: Sämmtliche Werke. Band 3. Verlag vom Litteratur-Comptoir, Herisau 1836, S. 352 (Digitalisat in der Google-Buchsuche).
12. ↑  Wer soll Braut sein? In: LiederNet. Abgerufen am 23. November 2024 (englisch).
13. ↑  DNB 997125330
14. ↑  Lustige Hochzeit - Günter Bialas - Partitur. Musica International, abgerufen am 23. November 2024.
15. ↑  Hochzeit der Tiere. Tanz-Kantate nach einer wendischen Volksdichtung („Die lustige Hochzeit“) für Vorsänger, Chor und kleineres Orchester unter beliebiger Mitwirkung eines Tanz-Ensembles von Wilhelm Weismann. In: ddr-hoerspiele.net. Archiviert vom Original am 12. Juni 2018; abgerufen am 23. November 2024.